# Silent Hill: Origins
Silent Hill: Ørigins, appelé Silent Hill Zero au Japon, est un jeu vidéo de type survival horror développé par Climax Studios et édité par Konami en 2007 sur PlayStation Portable. Le jeu a été adapté sur PlayStation 2 en 2008.
Silent Hill: Origins constitue la préquelle de la série Silent Hill. Le joueur incarne Travis Grady, un conducteur de poids lourd qui se retrouve pris au piège de la ville de Silent Hill après avoir sauvé une jeune fille, Alessa, de l'incendie de sa maison.

## Système de jeu
Silent Hill: Origins reprend les ingrédients de gameplay propre à la série : les créatures horrifiques, le monde altéré, la lampe torche, l'obscurité, les énigmes à résoudre, etc.
Cet épisode ajoute quelques nouveautés comme des séquences de Quick Time Event durant les combats avec notamment la possibilité d'utiliser ses poings ou d'autres objets comme une télévision, un grille pain, un porte manteau ou des bouteilles pour se défendre. Des miroirs disposés dans chacun des niveaux permettent au personnage de changer de dimension.

## Histoire
Silent Hill: Origins se déroule avant les évènements de l'épisode original, Silent Hill et met en lumière les évènements qui sont à l'origine de la série.
Le joueur incarne Travis Grady, un routier perturbé par des cauchemars récurrents. Au cours d'une livraison, il passe près de Silent Hill et doit s'arrêter en voyant une fillette de sept ans au milieu de la route. Il prend la décision de descendre et de la poursuivre. Au bout de la route, il trouvera une maison en flammes et y entrera pour sauver une enfant, presque complètement brûlée. Dans les premières minutes du jeu, Travis décide de se rendre à l'hôpital pour savoir ce qu'il est advenu de l'enfant. Pendant son parcours, il va se retrouver confronté à des manifestations des traumatismes de son enfance : l'internement de sa mère pour folie après avoir tenté de se tuer avec son fils Travis, puis le suicide de son père, incapable de vivre avec sa décision d'avoir interné sa femme. Il fera également face au Butcher, un monstre massacrant d'autres créatures
À travers la ville, Travis va aider l'esprit d'Alessa à reconstituer le Flauros, un artefact renfermant un démon grâce auquel elle va amplifier son pouvoir et se libérer du sort de Dahlia. Celle-ci révèle à Travis qu'elle a immolé sa fille pour accomplir un rituel de l’Ordre, la secte locale, afin de permettre la naissance de leur dieu. Quand il se rend au repère de l’Ordre, Travis est drogué par le Dr Kaufman qui gardait le corps brûlé d'Alessa. Travis parvient cependant à vaincre le démon du Flauros.
Trois fins sont possibles : la fin « Good » montre Alessa scinder son âme avec le Flauros pour créer l'enfant plus tard récupéré par Harry Mason avant de libérer Travis de la ville et lui permettre de tourner la page ; la fin « Bad » décrit Travis attaché à un lit et drogué, sombrant dans des hallucinations où il se voit tuer plusieurs personnes ; la fin « Joke » dit que Travis est enlevé par un extraterrestre et un chien.

## Développement
Lors de l'E3 2006, Konami annonce que Silent Hill: Origins est en développement chez Climax Studios, à la place de la Team Silent qui avait développé les opus précédents de la série. Dans les premières previews du jeu, le système de caméra adopté est similaire à celui de Resident Evil 4, ce qui contraste avec la vue à la troisième personne typique de la série. L'accent est alors davantage mis sur l'action et les combats que dans les précédents Silent Hill. Dans les previews, Travis possède six armes, réparties équitablement entre armes de corps à corps et armes à feu. Parmi les autres changements, on peut aussi relever la présence d'une visée laser pour le pistolet et la possibilité de barricader certaines zones pour empêcher les ennemis d'y parvenir. À ce moment-là, la sortie du jeu est prévue pour fin 2006.
À cause de problèmes avec le moteur du jeu, et d'une vision d'ensemble confuse, la production est transférée de l'équipe américaine de Climax au studio de Portsmouth au Royaume-Uni, afin que le produit final soit à la hauteur des attentes des fans de Silent Hill. La date de sortie est repoussée de l'hiver 2006 jusqu'au troisième ou quatrième trimestre 2007. La version d’Origins qui est alors confiée à l'équipe de développement du Royaume-Uni doit être une comédie noire inspirée par la série télévisée américaine Scrubs. Konami autorise cependant l'équipe à modifier le jeu, pour autant que les changements n'occasionnent pas de report ou d'augmentation du budget. Sam Barlow modifie le script, le level design et les monstres d'Origins en une semaine. Les développeurs ont intentionnellement reproduit dans Origins des aspects du gameplay et de l'atmosphère du premier Silent Hill. Par exemple, selon Barlow, les monstres avaient un comportement plus féroce dans le premier jeu (en comparaison avec les épisodes suivants), et c'est donc aussi le cas dans Origins. Les previews ultérieures montrent que le jeu a connu des modifications substantielles, et propose un gameplay plus semblable à celui des jeux précédents de la série. Ces modifications sont bien accueillies par la critique.
Le 19 août 2007, une démo du jeu se retrouve en téléchargement sur internet. Climax réagit rapidement en niant être à l'origine de la fuite.

## Réalisation
La qualité de la réalisation de Silent Hill: Origins est proche des précédents épisodes sur PlayStation 2 et on retrouve les procédés propres à la série : filtre graphique, éclairage dynamique, ...

## Musique
Les musiques ont une nouvelle fois été composées par Akira Yamaoka (dont quatre chansons interprétées par Mary Elizabeth McGlynn chanteuse de l'OST depuis Silent Hill 3). La bande originale du jeu, Silent Hill Zero Original Soundtracks, est sortie le 25 janvier 2008 au Japon.
| Silent Hill Zero Original Soundtracks | Silent Hill Zero Original Soundtracks                   | Silent Hill Zero Original Soundtracks | Silent Hill Zero Original Soundtracks | Silent Hill Zero Original Soundtracks | Silent Hill Zero Original Soundtracks | Silent Hill Zero Original Soundtracks | Silent Hill Zero Original Soundtracks | Silent Hill Zero Original Soundtracks | Silent Hill Zero Original Soundtracks |
| No                                    | Titre                                                   | Durée                                 |                                       |                                       |                                       |                                       |                                       |                                       |                                       |
| ------------------------------------- | ------------------------------------------------------- | ------------------------------------- | ------------------------------------- | ------------------------------------- | ------------------------------------- | ------------------------------------- | ------------------------------------- | ------------------------------------- | ------------------------------------- |
| 1.                                    | Shot Down In Flames (chanté par Mary Elizabeth McGlynn) | 3:59                                  |                                       |                                       |                                       |                                       |                                       |                                       |                                       |
| 2.                                    | Meltdown                                                | 3:13                                  |                                       |                                       |                                       |                                       |                                       |                                       |                                       |
| 3.                                    | Evil Appetite                                           | 2:05                                  |                                       |                                       |                                       |                                       |                                       |                                       |                                       |
| 4.                                    | Wrong Is Right                                          | 2:25                                  |                                       |                                       |                                       |                                       |                                       |                                       |                                       |
| 5.                                    | Not Tomorrow 3                                          | 1:42                                  |                                       |                                       |                                       |                                       |                                       |                                       |                                       |
| 6.                                    | Monster Daddy                                           | 2:26                                  |                                       |                                       |                                       |                                       |                                       |                                       |                                       |
| 7.                                    | King Of Adiemus                                         | 2:28                                  |                                       |                                       |                                       |                                       |                                       |                                       |                                       |
| 8.                                    | Don't Abuse Me                                          | 1:39                                  |                                       |                                       |                                       |                                       |                                       |                                       |                                       |
| 9.                                    | Underworld 4                                            | 3:06                                  |                                       |                                       |                                       |                                       |                                       |                                       |                                       |
| 10.                                   | Acid Horse                                              | 2:10                                  |                                       |                                       |                                       |                                       |                                       |                                       |                                       |
| 11.                                   | O.R.T. (chanté par Mary Elizabeth McGlynn)              | 4:23                                  |                                       |                                       |                                       |                                       |                                       |                                       |                                       |
| 12.                                   | Insecticide                                             | 2:11                                  |                                       |                                       |                                       |                                       |                                       |                                       |                                       |
| 13.                                   | Raw Power                                               | 1:16                                  |                                       |                                       |                                       |                                       |                                       |                                       |                                       |
| 14.                                   | A Million Miles                                         | 1:31                                  |                                       |                                       |                                       |                                       |                                       |                                       |                                       |
| 15.                                   | Battle Drums                                            | 2:17                                  |                                       |                                       |                                       |                                       |                                       |                                       |                                       |
| 16.                                   | The Wicked End                                          | 2:17                                  |                                       |                                       |                                       |                                       |                                       |                                       |                                       |
| 17.                                   | Blow Back (chanté par Mary Elizabeth McGlynn)           | 3:13                                  |                                       |                                       |                                       |                                       |                                       |                                       |                                       |
| 18.                                   | Real Solution                                           | 2:55                                  |                                       |                                       |                                       |                                       |                                       |                                       |                                       |
| 19.                                   | The Healer                                              | 2:52                                  |                                       |                                       |                                       |                                       |                                       |                                       |                                       |
| 20.                                   | Snowblind                                               | 2:00                                  |                                       |                                       |                                       |                                       |                                       |                                       |                                       |
| 21.                                   | Behind the Wall of Sleep                                | 2:19                                  |                                       |                                       |                                       |                                       |                                       |                                       |                                       |
| 22.                                   | Drowning                                                | 2:25                                  |                                       |                                       |                                       |                                       |                                       |                                       |                                       |
| 23.                                   | Murder Song "S"                                         | 3:04                                  |                                       |                                       |                                       |                                       |                                       |                                       |                                       |
| 24.                                   | Not Tomorrow 4                                          | 2:15                                  |                                       |                                       |                                       |                                       |                                       |                                       |                                       |
| 25.                                   | Theme of Sabre Dance                                    | 1:33                                  |                                       |                                       |                                       |                                       |                                       |                                       |                                       |
| 26.                                   | Hole In The Sky (chanté par Mary Elizabeth McGlynn)     | 4:10                                  |                                       |                                       |                                       |                                       |                                       |                                       |                                       |
| Durée totale : 65:54                  |                                                         |                                       |                                       |                                       |                                       |                                       |                                       |                                       |                                       |